# E-Werk Mittelbaden
Die Elektrizitätswerk Mittelbaden AG & Co.KG, kurz E-Werk Mittelbaden, ist ein regionales Elektrizitätsversorgungsunternehmen mit Sitz in Lahr/Schwarzwald.
Als kommunal geprägtes Unternehmen liefert das E-Werk Mittelbaden Strom im Ortenaukreis.

## Geschichte
Im Jahr 1906 errichtete die AEG in Lahr das erste Elektrizitätswerk. Im gleichen Jahr ging der Eigenbetrieb der Stadt Offenburg ans Netz.
Das Versorgungsgebiet des Elektrizitätswerk Lahr reichte 1922 bis an die Stadtgrenze von Offenburg. Durch Verhandlungen zwischen den beiden Unternehmen kam es zur Übernahme des Eigenbetriebes der Stadt Offenburg. Der Name der Gesellschaft wurde in „Elektrizitätswerk Mittelbaden Aktiengesellschaft“ geändert. Der Bürgermeister der Stadt Lahr, Friedrich Dilger (* 1926), war in den 1980er Jahren Vorstandsvorsitzender der Aktiengesellschaft.
1998 vergrößerte sich das Versorgungsgebiet durch den Beitritt der EnBW als Gesellschafter. Diese brachte den ehemaligen „Regionalservice Kinzigtal“ ein.

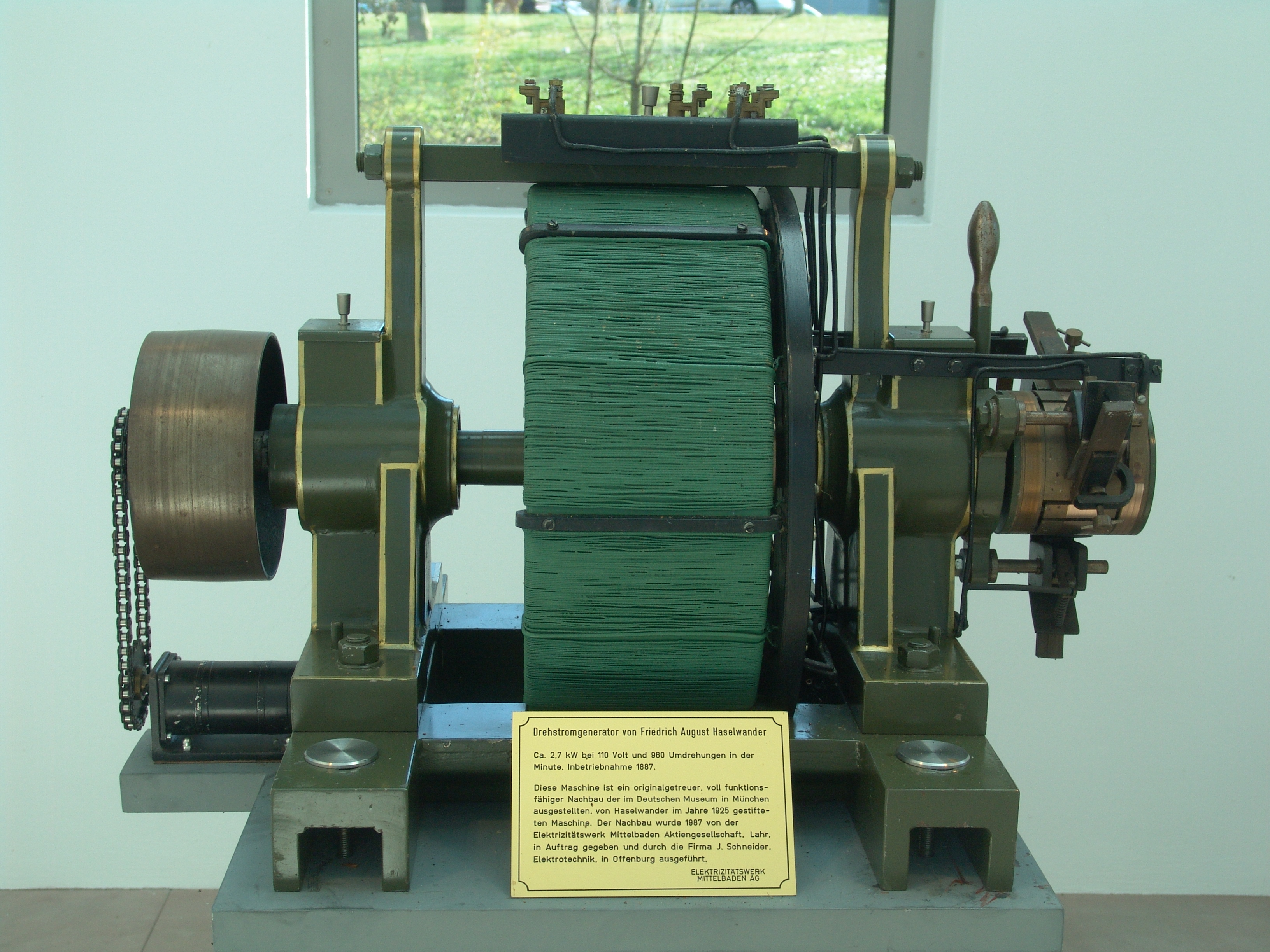
Nachbau des ersten Drei Phasen Generators von Friedrich August Haselwander

## Gesellschafterstruktur
- 27,9 % EnBW Kommunale Beteiligungen GmbH
- 28,6 % Stadt Lahr/Schwarzwald
- 25,1 % Stadt Offenburg
- 10,6 % Energiewerk Ortenau Beteiligungsges. mbH & Co. KG (ewo)
- 5,0 % Stadt Kehl
- 2,8 % 27 weitere Gemeinden aus dem Ortenaukreis[3]

## Neue Energien
Von 2010 bis 2012 entstanden entlang der Kinzig drei neue Wasserkraftwerke mit einer Gesamtleistung von 1,34 MW. Neben dem Ausbau der Photovoltaik in der Region bestehen Beteiligungen an Off- und On-Shore Windkraftanlagen.
Im Jahr 2012 wurde die „BürgerEnergiegenossenschaft E-Werk Mittelbaden eG“ gegründet, um regionale Projekte in erneuerbaren Energien zu realisieren.